# Homme de douleurs (Botticelli)
Homme de douleurs (en latin, Vir dolorum)  ou Christ Rédempteur bénissant (en italien,  Cristo Redentore benedicente) est un tableau réalisé par le peintre italien Sandro Botticelli vers 1495-1500. Cette œuvre réalisée en tempera sur panneau de bois est conservée à l'académie Carrara, à Bergame, en Lombardie.

## Description et iconographie
Il s'agit d'une représentation du Christ Rédempteur. Le Christ, en buste et richement habillé,  fait le signe de bénédiction en larmes. Sa tête porte la Sainte Couronne et est couronnée d'une gloire  de rayons dorés. De l'autre main, la gauche, il dévoile son habit sur sa plaie au côté droit, d'autres stigmates, celles aux mains, sont visibles, ce qui en fait également, au point de vue de l'iconographie chrétienne,  un Homme de douleurs, en pleurs, encore souffrant des plaies lui ayant été infligées pendant la Crucifixion. Portant de riches habits, il est montré renaissant et bénissant le Monde qu'il vient de racheter.

## Analyse
Le talent de Sandro Botticelli est là d'unir deux thématiques iconographiques, habituellement traitées très distinctement, en un seul tableau :
- l'Homme de douleurs ayant subi les supplices préalables (l'humiliation par la couronne d'épines), ceux de la Crucifixion (plaies), provoquant les pleurs, puis la mort et revenant au Monde après sa résurrection.
- Le Christ rédempteur, Sauveur triomphant (nimbes, habit de lumière) ayant accompli son œuvre, bénissant le Monde qu'il a sauvé en rachetant le péché originel par sa Passion.

Botticelli traitera ce sujet par un autre tableau encore plus énigmatique par le détail de l'auréole : dans Le Christ en tant qu'homme de douleurs, une procession d'anges portent autour de sa tête les Arma Christi, les instruments de la Passion.

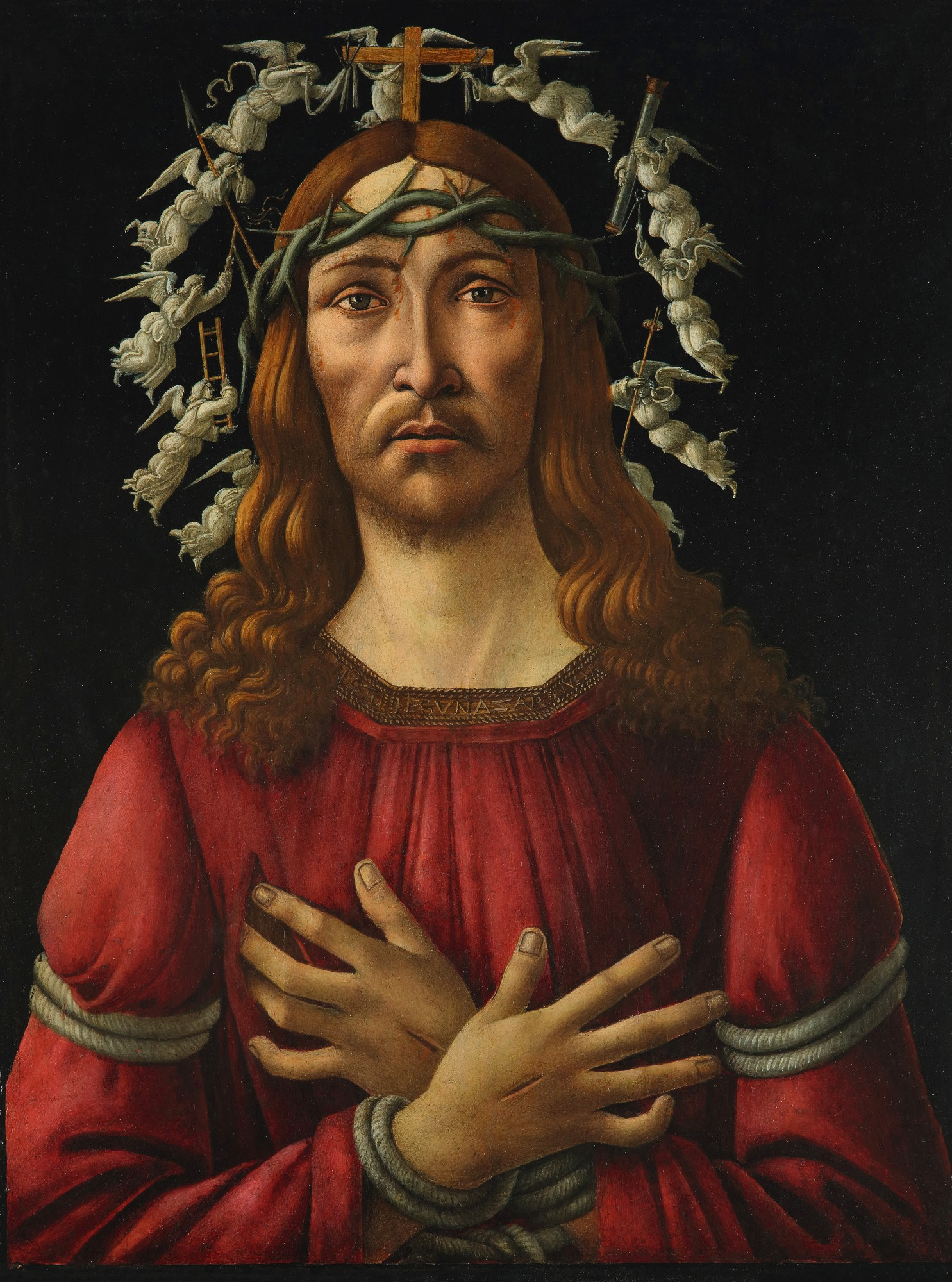